# Caruso Rock
Der Caruso Rock ist ein Klippenfelsen vor der Georg-V.-Küste im Australischen Antarktis-Territorium. Er gehört zu den Mackellar-Inseln vor dem Kap Denison in der Commonwealth-Bucht und liegt unmittelbar westlich des Crippen Rock.
Teilnehmer der Australasiatischen Antarktisexpedition (1911–1914) unter der Leitung des australischen Polarforschers Douglas Mawson entdeckten ihn. Benannt ist er nach einem der Schlittenhunde der Forschungsreise. Dieser wiederum war wegen seines andauernden Heulens benannt nach dem italienischen Tenor Enrico Caruso.